# István Bárány
István Bárány (Hungría, 20 de diciembre de 1907-Budapest, 21 de febrero de 1995) fue un nadador húngaro especializado en pruebas de estilo libre corta distancia, donde consiguió ser subcampeón olímpico en 1928 en los 100 metros.

## Carrera deportiva
En los Juegos Olímpicos de Ámsterdam 1928 ganó la medalla de plata en los 100 metros estilo libre, tras el estadounidense Johnny Weissmuller y por delante del japonés Katsuo Takaishi.
Y cuatro años después, en las Olimpiadas de Los Ángeles 1932 ganó el bronce en los relevos de 4x200 metros estilo libre.